# Martín Montoya
Artikeln följer den spanska namnseden; faderns efternamn är Montoya och moderns efternamn Torralbo.
Martín Montoya Torralbo, född 14 april 1991 i Gavá, är en spansk fotbollsspelare som spelar för Aris i grekiska Super League 1. Han spelar vanligtvis som högerback, men kan även spela som mittback. Montoya har, innan han flyttade till Betis, spelat i klubbar såsom Barcelona, Inter, Valencia och Brighton & Hove Albion.

## Meriter

### FC Barcelona
- La Liga: 2010/2011, 2012/2013, 2014/2015
- UEFA Champions League: 2014/2015
- Spanska cupen: 2011/2012, 2014/2015
- Spanska supercupen: 2011, 2013